# Libythea denudata
Libythea denudata är en fjärilsart som beskrevs av Franz Dannehl 1925. Libythea denudata ingår i släktet Libythea och familjen praktfjärilar. Inga underarter finns listade i Catalogue of Life.